# Richard Marsh
Pour les articles homonymes, voir Richard Marsh (homonymie) et Marsh.
Œuvres principales
- Le Scarabée

Richard Marsh (1857-1915) est le pseudonyme de l'auteur britannique Richard Bernard Heldmann, auteur renommé de romans policiers de l'Angleterre victorienne.

## Biographie succincte
Heldmann étudie à Eton et Oxford. Il commence sa carrière en écrivant des nouvelles, essentiellement d'aventures, sous le nom de "Bernard Heldmann" avant d'adopter le pseudonyme de "Richard Marsh" en 1893. Il se mesure à tous les genres populaires, mais ses plus grands succès appartiennent aux domaines policier et fantastique. Dans le domaine policier, il est l'un des premiers à créer un personnage de femme détective. Plusieurs de ses nombreux romans sont publiés après son décès. Un petit-fils de Marsh, Robert Aickman, est un écrivain reconnu d'"histoires étranges".

## Le Scarabée
Une mystérieuse créature orientale poursuit un politicien britannique jusqu'à Londres. Elle y apportera la mort et l'horreur grâce à ses pouvoirs d'hypnose et de métamorphose.
L'œuvre la plus connue de Richard Marsh et son plus grand succès commercial est un de ses premiers romans, le thriller fantastique Le Scarabée (The Beetle: A Mystery). Ce livre a même à l'époque plus de succès que Dracula de Bram Stoker, publié la même année. Il est édité en Grande Bretagne jusque dans les années 60 puis réédité en 2004 et 2007. Ce roman se classe aux côtés d'autres fictions de la fin du XIXe siècle telles que Dracula de Stoker, Trilby de George du Maurier ou Fu Manchu de Sax Rohmer. Comme Dracula et de nombreux romans à sensations de Wilkie Collins ou d'autres dans les années 1860, Le Scarabée est narré selon le point de vue de multiples personnages, une technique souvent utilisée à cette époque pour générer le suspense.

## Œuvres
- The Mahatma's Pupil (1893)
- The Devil's Diamond (1893)
- Mrs Musgrave and Her Husband (1895)
- The Beetle: A Mystery (1897) (Le Scarabée, Nouvelles Éditions Oswald, Collection NéO Plus, 1987 / Éditions Joëlle Losfeld, 1997 et 2006)
- Crime and the Criminal (1897)
- The Duke and the Damsel (1897)
- Philip Bennion's Death (1897)
- The House of Mystery (1898)
- Curios: Some Strange Adventures of Two Bachelors (1898) (Curios, traduit par Jean-Daniel Brèque, Éditions Rivière Blanche, Collection Baskerville, 2011)
- The Goddess: A Demon (1900)
- The Seen and the Unseen (1900)
- Marvels and Mysteries (1900)
- The Joss: A Reversion (1901)
- The Magnetic Girl (1903)
- The Confessions of a Young Lady: Her Doings and Misdoings (1905)
- A Spoiler of Men (1905)
- The Coward Behind the Curtain (1908)
- Judith Lee: Some pages from her life (1912) (Les Enquêtes de Judith Lee, traduit par Jean-Daniel Brèque, Éditions Rivière Blanche, Collection Baskerville, 2014)
- The Woman in the car (1915) (La Femme dans la voiture, Charles Giraudeau, revu par Jean-Daniel Brèque, Éditions Rivière Blanche, Collection Baskerville, 2016)
- The Adventures of Judith Lee (1916) (Les Aventures de Judith Lee, traduit par Jean-Daniel Brèque, Éditions Rivière Blanche, Collection Baskerville, 2015)
- The Deacon's Daughter (1917)
- On the Jury (1918)